# Brevechelidonium
Brevechelidonium is een kevergeslacht uit de familie van de boktorren (Cerambycidae). De wetenschappelijke naam van het geslacht werd voor het eerst geldig gepubliceerd in 2009 door Vives, Bentanachs & Chew.

## Soorten
Brevechelidonium omvat de volgende soorten:
- Brevechelidonium circumsplendens (Hüdepohl, 1998)
- Brevechelidonium juheli Vives, Bentanachs & Chew, 2009
- Brevechelidonium minettii Bentanachs, Vives & Chew, 2012
- Brevechelidonium sabahensis Vives, Bentanachs & Chew, 2009
- Brevechelidonium siamensis Vives, Bentanachs & Chew, 2009